# Oulad Bouziri
 (avril 2025).
Motif : En attendant des  sources secondaires centrées.
- Archive Wikiwix
- Bing
- Cairn
- DuckDuckGo
- E. Universalis
- Gallica
- Google
- G. Books
- G. News
- G. Scholar
- Persée
- Qwant
- (zh) Baidu
- (ru) Yandex
- (wd) trouver des œuvres sur Wikidata

| 1. | Préciser le motif de la pose du bandeau. | Précisez le motif de la pose du bandeau en utilisant la syntaxe suivante : {{admissibilité à vérifier\|date=août 2025\|motif=remplacez ce texte par le motif}}                     |
| 2. | Informer les utilisateurs concernés.     | Pensez à avertir le créateur de l'article, par exemple, en insérant le code ci-dessous sur sa page de discussion : {{subst:avertissement admissibilité à vérifier\|Oulad Bouziri}} |

Les Oulad Bou Ziri ou Oulad Bouziri (en berbère : Ayt U Ziri ; ⴰⵢⵜ ⵓ ⵣⵉⵔⵉ, en arabe : أولاد البوزيري ; « fils », « enfants » ou « descendants » du « père » de Ziri) sont une tribu marocaine faisant traditionnellement partie de la confédération des Chaouïa, d'origine principalement berbère sanhadja, établie à proximité de Settat.

## Origines
Les Oulad Bou Ziri sont une tribu berbère d’origine Sanhadja. Cependant, les origines de cette tribu restent obscures. Mais pour ce qui est du récit officiel, la tribu tient son nom de leur ancêtre éponyme « Bou Ziri », et son installation est liée à des migrations berbères. Leur présence dans le sud de la région de Settat sont le résultat d’une sédentarisation progressive dans des zones stratégiques, notamment en raison des nombreuses ressources en eau (puits et sources) nécessaires à leur mode de vie. L'histoire orale et les récits locaux associent les Oulad Bou Ziri à un réseau plus large de tribus berbères occupant des zones accidentées et rurales dans le Maroc précolonial. Les Oulad Bou Ziri descendent de Ziri ibn Menad, un chef berbère Sanhadja. Avant d'être dans les plaines de l'atlantique, les ancêtres des Bou Ziri étaient dans des régions montagneuses.

## Territoire
La tribu des Oulad Bou Ziri occupe une partie importante du territoire de Settat, au sud des Mzamza, dans le Maroc actuel. Leur domaine s’étend sur une région accidentée, riche en ressources naturelles telles que les puits et les sources d’eau, qui ont longtemps soutenu leurs activités agricoles et pastorales. Ce territoire se distingue par sa topographie variée, composée de collines, de vallées et de points d’eau essentiels pour le mode de vie semi-nomade et rural qui caractérise encore certaines communautés locales.

## Histoire

### Formation de la tribu (IXe—Xe)
L’histoire des Oulâd Bou Ziri s’inscrit dans un contexte de consolidation de la puissance sanhadja, les Fatimides, avaient établi leur domination sur une partie du Maghreb. Ziri ibn Menad et son clan furent des alliés des Fatimides. Ce lien avec les Fatimides permit aux sanhadja de renforcer leur position, et les descendants de Ziri se dispersèrent pour gouverner différentes régions.
Au cours du IXe siècle, les Oulad Bou Ziri étaient associés à un sous-groupe tribal appelé les « Oulad Bou Rezq ». Cette période fut marquée par des conflits violents avec leurs voisins, les « Oulad Bou Atya ». Pour mettre fin à ces tensions, une intervention pacificatrice fut menée : 100 guerriers venus d’Amezmiz, une région connue pour ses populations berbères, furent installés entre les deux groupes hostiles. Ce compromis territorial conduisit à la création d’une nouvelle entité tribale, les Mzamza, qui devinrent les voisins directs des Oulad Bou Ziri.

### Arabisation et fusion tribale (XIIIe—XIVe)
À partir du XIIIe siècle, les Oulad Bou Ziri commencèrent à subir une arabisation progressive, un phénomène qui affecta de nombreuses tribus berbères du Maghreb. Cette transformation culturelle et linguistique fut en partie due à l’arrivée des tribus arabes Zoghba, issues de la grande migration hilalienne et des décisions des gouverneurs successifs de privilégier certaines tribus arabes dans la région. La dynastie mérinide, notamment sous le règne de Abu Yusuf Yaqub ben Abd al-Haqq (1212-1286), facilita l’installation d’éléments arabes dans les territoires des Oulad Bou Ziri. Des familles arabes isolées, comme les Beni Djaber venant de Tadla, s’intégrèrent également à la tribu, renforçant le processus d'arabisation, déjà enclanché depuis un moment dans la tribu.

### L'époque Moderne (XVIe—XXe)

#### Relations avec les Oulad Sidi Ben Daoud
Les Oulad Sidi Ben Daoud, bien qu’issus de la même confédération sanhadja que les Oulad Bou Ziri, finirent par se constituer en une tribu distincte. Leur ascendance est attribuée à Sidi Ben Daoud, un disciple de Abd al-Aziz ben Tebba et ami de Moulay Bou Chaïb d’Azemmour. Sidi Ben Daoud mourut en 1528 (935 de l’Hégire). Malgré leurs origines communes, les deux tribus entrèrent en conflit, particulièrement lors de la période de la Siba après la mort de Moulay El-Hassan. Les Oulad Bou Ziri subirent une lourde défaite face aux Oulad Sidi Ben Daoud, perdant plus de 400 membres lors d’une grande bataille.

#### Période de domination locale
Les Oulad Bou Ziri s’établirent fermement dans un territoire d’environ 70 000 hectares au sud des Mzamza, dans la région de Settat. Cette zone, caractérisée par un environnement accidenté, offrait des ressources naturelles stratégiques, notamment des oueds comme le Kehibal et des sources abondantes telles que Aïn Temassin et Aïn Fikhsi. Ces ressources en eau étaient essentielles à leur mode de vie pastoral et agricole, leur permettant de résister aux aléas climatiques et de maintenir leur domination locale. Leur gestion des terres et des ressources permettait aux Oulad Bou Ziri de subsister, malgré les guerres et l'instabilité grandissante de la région.

#### Sous le règne de Moulay Ismaïl (1645-1727)
Les conflits récurrents entre les Oulad Bou Ziri et les Oulad Sidi Ben Daoud prirent fin avec la consolidation du pouvoir central alaouite au cours du règne du Sultan Moulay Ismaïl. La région de Settat devint un point fortifié sous le règne de ce dernier, qui fit construire une kasbah.

#### Sous le règne de Moulay Slimane (1760-1822)
La tribu fut étroitement liée à la famille du Caïd El-Ghâzi ben El-Madani, dont les descendants restèrent influents dans la région. L'un des documents historiques les plus significatifs relatifs à cette période est une lettre du Sultan Moulay Slimane à Si El-Ghâzi, datée du 25 Dou El Hidja 1219 (27 mars 1805). Dans cette lettre, Moulay Slimane exprime sa satisfaction à l'égard de Sidi El-Ghâzi et lui ordonne de mener des actions contre les tribus voisines, notamment les Berbères de la Tadla. Il lui confie également la mission d’installer les Béni Khirân comme tribu makhzen dans la région d'Ouardigha, et lui permet de disposer de troupes pour maintenir l'ordre et assurer la sécurité des musulmans.

#### La période de Siba et la domination des Mzamza
Après la mort de Si El-Ghâzi, la région de Settat entra dans une période de Siba. Pendant cette période (1818-1824), les Oulad Bou Ziri, comme d'autres tribus locales, perdirent leur pouvoir et furent confrontés à des luttes internes. Le successeur d'El-Ghâzi, El-Bahloûl ben Bahloûl des Mzamza, ne conserva que le contrôle sur les « Oulâd Bou Rezq » et les Chtouka, tandis que les Béni Meskîn furent détachés des « Oulâd Bou Rezq » pour rejoindre les Seraghna.
El-Bahloûl tenta de reconsolider son pouvoir en récupérant une partie du territoire occupé par le Settat actuel par la force, mais il finit par être emprisonné à Fès pour avoir défié l'autorité de Moulay 'Abd Er-Rahman.

#### Déclin des Oulad Bou Ziri
Au fil du temps, la tribu des Oulad Bou Ziri, aux côtés des Mzamza, se trouva de plus en plus sous l'autorité du Makhzen. À partir de 1854, avec l'ascension d'El-Kebir ben El-Madani en tant que Caïd, le pouvoir central prit davantage de contrôle sur les tribus locales, y compris les Oulad Bou Ziri. El-Kebir, bien qu'il ait eu sous son commandement les Oulad Bou Ziri, les Oulad Saïd et les Oulad Sidi Ben Daoud, perdit progressivement cette autorité à cause de conflits internes entre les Mzamza et d’autres tribus.
Ce processus culmina avec la disparition de l'indépendance de certaines tribus, et les Oulad Bou Ziri se retrouvèrent marginalisés, perdant leur statut de tribu dominante sous l'administration du Caïd central. La politique du Makhzen, en cherchant à réduire la puissance des grandes tribus indépendantes, donna finalement un rôle plus modeste aux Oulad Bou Ziri dans l'organisation politique locale.

### Résistance contre la colonisation (XXe—XXIe)
Lors des premières opérations militaires autour de Casablanca, l'occupation de Berrechid et de Settat devint une nécessité stratégique pour les français, mais également les marocains. Settat était devenue un refuge pour les réguliers envoyés par Moulay Hafid pour soutenir les tribus Châouïa. Ces forces se replièrent sur Settat après la prise de Mediouna. De son côté, Moulay Hafid s'installa avec ses forces au gué de Mechra 'ech-Chaïr, aux frontières des Châouïa, afin de soutenir les résistances locales tout en restant hors de portée des français.
Les troupes françaises partirent de Berrechid, le soir du 14 janvier 1908, et le 15 janvier, après un engagement assez violent, elles entrèrent dans la kasbah de Settat. Cependant, les instructions gouvernementales prévoyaient l'évacuation de la ville. Le 9 février 1908, après un autre combat difficile, Settat fut reprise par les troupes françaises, mais des raisons politiques empêchèrent l'occupation durable de la ville.
La région fut dévastée par les bombardements à la mélinite, et bien que la pacification semble encore impossible, les forces des Oulad Bou Ziri et partisans d'Abdelhafid se sont regroupés et ont continué la résistance.
Le 5 avril 1908, le général d'Amade, après avoir appris que la mehalla hafidienne avait repris Settat, se dirigea immédiatement vers la ville. Settat fut réoccupée le 6 avril, mais dans la nuit du 7 au 8 avril, les chaouis avec les partisans d'Abdelhafid lancèrent une nouvelle attaque. Cette contre-offensive fut repoussée, et les troupes françaises poursuivirent les forces de Moulay Hafid au-delà de D'Aïn Baïdha, à plus de 10 kilomètres au sud de Settat.
Après cette victoire mitigée, le général d'Amade fit fortifier Settat et y laissa une garnison, la « colonne mobile des Mzamza », affectée spécifiquement au territoire des Mzamza. Cela permit une pacification progressive, bien que la proximité de la mehalla hafidienne au camp de Mechra 'ech-Chaïr empêchât la soumission totale des Mzamza et tribus de la région (dont les Oulad Bouziri). Ce n'est qu'après le combat de Sidi El Ourimi, le 15 mars, que les Mzamza se soumirent partiellement et que les Oulad Bou Ziri demandèrent la paix.

## Composition tribale
Divisée en plusieurs fractions sous les règnes successifs des alaouites, la tribu se répartit entre 8 fractions: 
- Oulâd M'hammed
- Oulâd 'Amrân
- Oulâd Yesef
- Touama
- Mellita Mouâlîn Tirs
- Oulâd Haffif
- Touâlet
- El-Arba'a

- Beni Agrin (se réclamant être les descendants de Sidi Mohammed ben Idrîs, qui remonte aux Idrissides).

Cependant, la fraction des Beni Agrin n'est plus dans les Oulad Bou Ziri mais est actuellement chez les cousins des Ouled Bou Ziri, les Ouled Sidi Ben Daoud.

## Personnalités
- El-Ghâzi ben El-Madani, caïd très influent de la région qui aura fait les heures de gloire des Ouled Bou Ziri.
- El-Bahloûl ben Bahloûl, successeur de Si-El Ghâzi ayant tenté de s'en prendre militairement au Makhzen pour les Ouled Bou Ziri.
- Laarbi Batma, un artiste marocain, compositeur, écrivain et leader du groupe musical Nass El Ghiwane.